# Ebba Falk
Ebba Gunhild Elisabet Falk, född 8 december 1909, död 8 januari 2011 i Kungsholms församling i Stockholm, var under mitten av 1900-talet en danskonstnär och danspedagog.

## Biografi

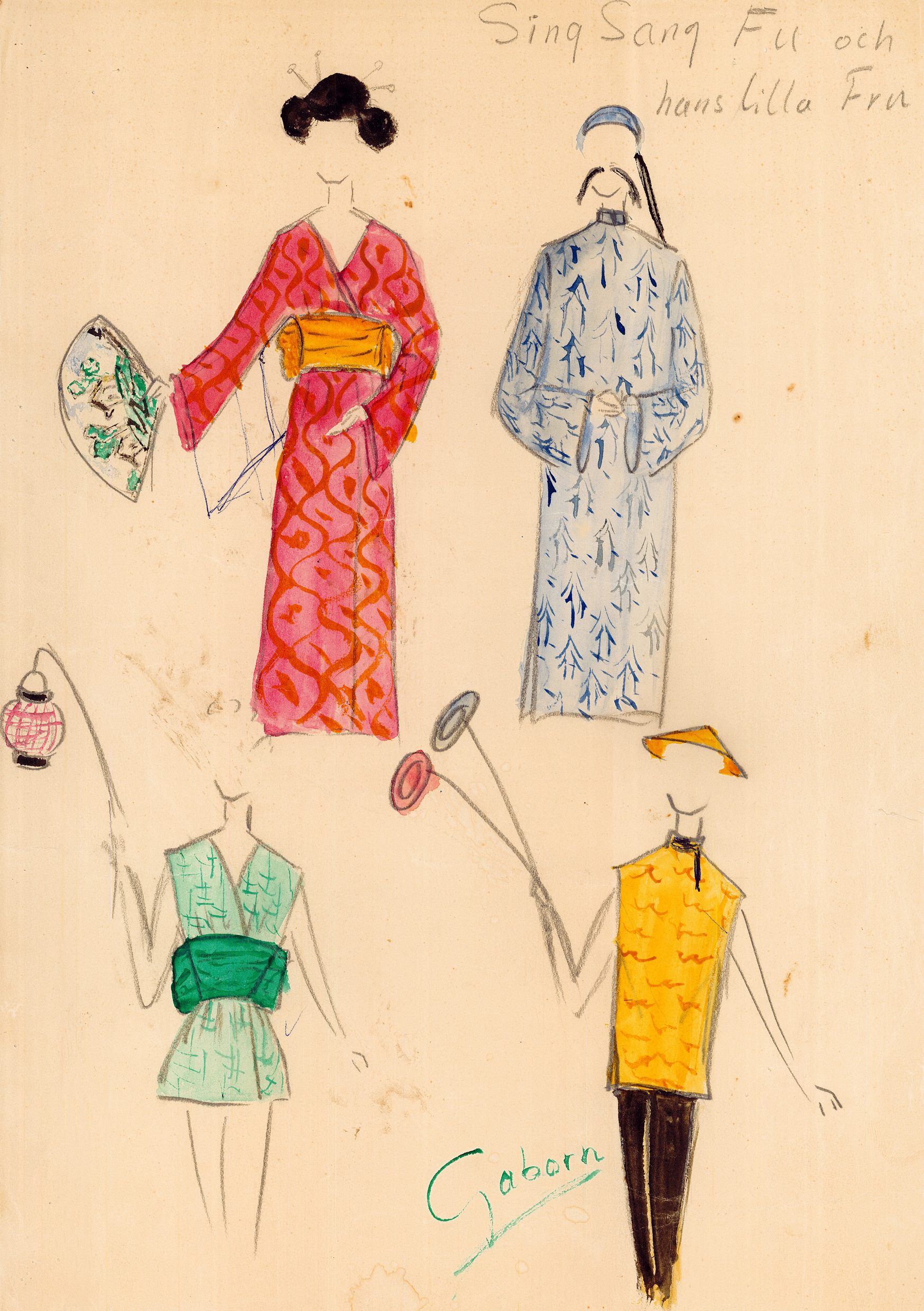
Kostymskiss signerad Svenbörje Gaborn, sannolikt till en av Ebba Falks elevföreställningar.

Falk reste som ung till Frankrike och tog lektioner för den tidens stora inom dans. Därefter arbetade hon vid Franska skolan, Stockholm, samtidigt som hon fortsatte sin dansutbildning. Hon debuterade 1936 med ett eget dansnummer på Konserthuset i Stockholm. Därefter följde uppträdanden på ett antal olika scener, på turnéer runt om i Sverige, i Danmark och i Finland. Ebba Falk behärskade klassisk balett såväl som akrobatik. Ett signum var effekter med hjälp av svepande tygstycken och illusorisk ljussättning.
Efter vidareutbildning i USA anlitades Ebba Falk i Sverige för ett antal dansproduktioner med barn i det nya TV-mediet. Hon fortsatte att undervisa fram till 1972. Ebba Falk är begravd på Katarina kyrkogård i Stockholm.

## Utmärkelser
- Förtjänstmedalj från Finlands vapenbrödraförbund
- Förtjänstmedalj från Teaterförbundet i Stockholm.
- Dekorerad med Palmes Académique, 1961.